# پابلو فرو
پابلو فِرو (اسپانیایی: Pablo Ferro‎؛ زادهٔ ۱۵ ژانویهٔ ۱۹۳۵ - ۱۶ نوامبر ۲۰۱۸)، کارگردان، طراح گرافیک، طراح تیتراژ فیلم و مؤسس پابلو فرو فیلمز بود.
او قبل از مهاجرت به نیویورک با خانواده اش در کوبا زندگی می‌کرد. او پویانمایی را به‌طور خودآموز و با کتابی نوشته پرستون بلیر آموخت.
فرو بیش از ۷۰ جایزه ملی و بین‌المللی را به دست آورده‌بود. او عنوان‌بندی ۱۲ فیلم برندهٔ جایزه اسکار را برعهده داشت.